# Жабіцьке
Жабіцьке (пол. Żabickie) — село в Польщі, у гміні Ліпськ Августівського повіту Підляського воєводства.
Населення — 81 особа (2011).
У 1975-1998 роках село належало до Сувальського воєводства.

## Демографія
Демографічна структура станом на 31 березня 2011 року:
|          | Загалом | Допрацездатний вік | Працездатний вік | Постпрацездатний вік |
| -------- | ------- | ------------------ | ---------------- | -------------------- |
| Чоловіки | 45      | 11                 | 31               | 3                    |
| Жінки    | 36      | 6                  | 22               | 8                    |
| Разом    | 81      | 17                 | 53               | 11                   |